# Cinderela 77
Cinderela 77 é uma telenovela brasileira da extinta TV Tupi exibida entre 9 de maio e 20 de agosto de 1977 no horário das 18 horas. 
Foi escrita por Walther Negrão e Chico de Assis e dirigida por Antônio Moura Mattos.
Conta com Vanusa, Ronnie Von, Kate Hansen, Ricardo Petraglia, Silvana Lopes, Older Cazarré, Homero Kossac, Leda Senise, Ney Santanna, Mário Benvenutti e Elizabeth Hartmann nos papéis principais.
Dos 90 capítulos originariamente exibidos, apenas 6 foram preservados, estando atualmente sob a guarda da Cinemateca Brasileira. Dos capítulos 73 e 74 há fragmentos. 

## Sinopse
Cinderela é a moça romântica e infeliz maltratada pela madrasta Catarina e por suas duas irmãs, Cassandra e Bárbara. Apaixonada pelo Príncipe Cid Balu, filho de Lupércio, o Rei da Abóbora, a jovem vê a oportunidade de mudar seu destino num baile oferecido pelo rei onde o Príncipe escolherá uma jovem para desposar.
Enquanto o esperado baile não acontece na cidade de Campo Dourado, dois grupos rivais se enfrentam: os Gatos, formados pelos jovens abastados; e os Ratos, formados pelos jovens pobres. O chefe dos Gatos é Cid Balu, que tem como braço direito Pefinho, que ambiciona sua posição. Também fazem parte dos Gatos, as meias-irmãs de Cinderela, Cassandra e Bárbara. Mesmo sendo namorada de Pefinho, Cassandra deseja Cid Balu, sua fortuna e status.
Cinderela por sua vez está do lado dos Ratos, e é a amada de Anjo, o chefe do grupo, que a protege das irmãs e dos Gatos.

## Produção
Ousada produção das 18:00, os autores tinham como proposta reviver o clássico de Charles Perrault de uma forma modernizada, fazendo breves referências à atualidade.
A novela foi produzida durante a breve gestão de Roberto Talma à frente da Tv Tupi. Quando a novela estreou, ele não ocupava mais este cargo. 
Cinderela 77 foi a primeira e última novela baseada em um conto clássico. A Tupi tinha pretensão de fazer outras novelas nesse mesmo molde. Mas o fracasso de Cinderela 77 e a situação financeira da emissora na época não apenas culminou no fim do horário das 18:00 como também impediu que novos projetos similares fossem à frente.

## Elenco[4]
| Ator/Atriz             | Personagem                            |
| ---------------------- | ------------------------------------- |
| Vanusa                 | Cindy Valença (Cinderela)             |
| Ronnie Von             | Príncipe Cid Baluarte III (Cid Balu)  |
| Kate Hansen            | Cassandra Valença                     |
| Elizabeth Hartmann     | Catarina Valença (Madrasta)           |
| Mário Benvenutti       | Rei Lupércio Baluarte                 |
| Ricardo Petraglia      | Anjo                                  |
| Silvana Lopes          | Sáfira Baluarte                       |
| Older Cazarré          | Velho Nicolau Valença                 |
| Homero Kossac          | Nicolau II de Valença / Pombo Rolando |
| Leda Senise            | Bárbara Valença                       |
| Ney Santanna           | Pefinho                               |
| Paulo Hesse            | Camaleão McCarthy                     |
| Glauce Graieb          | Grande Mestre (E.T. Guardiã)          |
| Oswaldo Campozana      | Miguelão Baluarte, o Triste           |
| Felipe Donovan         | Felipe                                |
| João Acaiabe           | Destino                               |
| Eudósia Acuña          | Agnalda                               |
| Angelo Antônio         | Pedro Papão                           |
| Walter Prado           | Farmigo (Fafá)                        |
| Cosme dos Santos       | Buana                                 |
| Maria Viana            | Amália                                |
| Paco Sanches           | Biguá, o Mudo                         |
| Francisco Solano       | Alicate                               |
| Alberto Baruque        | Cuca                                  |
| Cinira Camargo         | Cecília (Ciça)                        |
| Thaís Rondon           | Denise (Dedé)                         |
| Sérgio Ropperto        | Broca                                 |
| Nenê Benvenutti        | Jerry                                 |
| Ângela Rodrigues Alves | Liliana (Lili)                        |
| Jack Militello         | T. P. F. Caldas                       |
| Étienne Jr.            | Tom                                   |
| Reginaldo Vieira       | Luiz (Lulu)                           |
| Elizabeth Jacob Alves  | Elizabeth                             |

| narrador              |
| --------------------- |
| Moacyr Ramos Calhelha |

## Trilha sonora[5]
1. Palavras mágicas - Vera Lúcia e Coro
2. Dia de folga - Ronnie Von
3. Sonho encantado - Quarteto Maior (tema de abertura)
4. Quero você - Vanusa
5. Tempo de acordar - Ronnie Von
6. Cinderela e o anjo (dois amores) - Vera Lúcia e Marcos
7. Apocalipse - Neuber
8. O rei das abóboras - Quarteto Maior
9. Quem é você (The one's for you) - João Luiz
10. O mago de Pornois - Vanusa
11. Eu era humano e não sabia - Ronnie Von
12. Canção de Cinderela - Vera Lúcia

- Sonoplastia: Claudionor Zechin
- Direção artística: Cayon Gadia
- Produção e direção de estúdio: Ary Tell